# وئر سور مرسی
وئر سور مرسی (به فرانسوی: Ver-sur-Mer) یک کمون در فرانسه است که در Canton of Ryes واقع شده‌است.

## خصوصیات
وئر سور مرسی ۹٫۰۱ کیلومترمربع مساحت و ۱٬۵۶۵ نفر جمعیت دارد و ۴۲ متر بالاتر از سطح دریا واقع شده‌است.